# Iva Radoš
Iva Radoš (Zagabria, 7 novembre 1995) è una taekwondoka croata.

## Palmarès
- Mondiali

Cheliábinsk 2015: bronzo nei 73 kg.
- Europei

Baku 2014: oro nei 73 kg;
Montreux 2016: oro nei 73 kg;
Kazan 2018: bronzo nei 73 kg.
- Giochi europei

Baku 2014: oro nei 62 kg.